# Pnoepyga formosana
A Pnoepyga formosana a verébalakúak (Passeriformes) rendjébe, ezen belül a Pnoepygidae családba és a Pnoepyga nembe tartozó faj. Korábban a Pnoepyga albiventer alfajának tekintették. 8-9 centiméter hosszú. Tajvan erdős területein él. Rovarokkal, pókokkal, csigákkal, magokkal táplálkozik. Májustól júliusig költ.

## Fordítás
- Ez a szócikk részben vagy egészben  a   Taiwan wren-babbler című angol Wikipédia-szócikk fordításán alapul.  Az eredeti cikk szerkesztőit annak laptörténete sorolja fel. Ez a jelzés csupán a megfogalmazás eredetét és a szerzői jogokat jelzi, nem szolgál a cikkben szereplő információk forrásmegjelöléseként.